# I’m in Heaven (When You Kiss Me)
I’m in Heaven (When You Kiss Me) ist ein Lied der deutschen Popband ATC, das im Oktober 2001 erschien.

## Mitwirkende
Geschrieben wurde das Lied von Alex Christensen, Pete Könemann und Clyde Ward (J. Ena). Christensen zeichnete zudem auch für die Produktion verantwortlich.
Die Erstveröffentlichung von I’m in Heaven (When You Kiss Me) erfolgte als Single am 29. Oktober 2001 bei Kingsize Records. Diese erschien als Maxi-Single mit sieben verschiedenen Versionen des Liedes (Katalognummer: 74321 87254 2). Am 24. März 2003 erschien das Lied als Teil des zweiten ATC Studioalbums Touch the Sky (Katalognummer: 82876 51106 2), dessen erste Singleauskopplung es ist.

## Musikvideo
Das Musikvideo zu I’m in Heaven (When You Kiss Me) entstand unter der Regie von Patric Ullaeus und beginnt damit, dass eine Gruppe von Menschen in den Nachthimmel blickt und einen leuchtenden Lichtstrahl entdeckt. Später zoomt es auf einen kargen fremden Planeten, auf dem ATC sitzen und in den Himmel schauen. Dann steht die Gruppe auf und geht durch eine Wiese, bis sie vor einem Baum voller Blasen statt Blättern landet, in denen sie später alle gefangen bleiben. Sie alle beginnen in ihren jeweiligen Blasen hoch in den Himmel zu schweben, daher der Name des Albums, Touch the Sky. Dann gelingt es ihnen allen, den Blasen zu entkommen und wieder auf dem Grasland zu landen. Die Gruppe gelangt dann in eine winterliche Umgebung, wo sie auf Einhörnern reitet und später Engelsflügel ausbreitet, um dann in den Weltraum zu fliegen. Während sie durch den Weltraum fliegen, landen sie auf einem fliegenden Stachelrochen und tanzen darauf. Später werden sie in das Grasland von früher zurückgeschickt und tanzen nun weiter mit der Gruppe von Menschen, die man ganz am Anfang gesehen hat. Später wird nur die Gruppe von Menschen auf den Planeten Erde zurückgebracht, der als „Wunderland“ bezeichnet wird, und lässt ATC im Weltraum zurück, wobei ein Mädchen eine leuchtende Halskette als Geschenk von ATC trägt.

## Chartplatzierung
| ChartsChartplatzierungen | Höchstplatzierung | Wochen |
| ------------------------ | ----------------- | ------ |
| Deutschland (GfK)        | 22 (11 Wo.)       | 11     |
| Österreich (Ö3)          | 27 (15 Wo.)       | 15     |
| Schweiz (IFPI)           | 31 (13 Wo.)       | 13     |